# Buriville
Buriville település Franciaországban, Meurthe-et-Moselle megyében. Lakosainak száma 71 fő (2022. január 1.). Buriville Bénaménil, Flin, Fréménil, Hablainville, Ogéviller, Réclonville és Saint-Clément községekkel határos.

## Népesség
A település népességének változása:
| Lakosok száma | 54   | 44   | 47   | 62   | 71   | 72   | 74   | 74   | 74   | 71   |
|               | 1968 | 1982 | 1990 | 2006 | 2013 | 2015 | 2017 | 2019 | 2020 | 2022 |